# MicroWiki
MicroWiki (также Микропедия) — бесплатная онлайн-энциклопедия о микрогосударствах, появившаяся в 2005 году. С тех пор это стало основным способом, с помощью которого пользователи Интернета документируют микронациональные вопросы, поскольку большинство из них не соответствуют требованиям Википедии к значимости. Он поддерживается добровольцами, использующими то же программное обеспечение MediaWiki, что и Википедия. Микропедия описывает себя как «крупнейшую энциклопедию о микрогосударствах».
По состоянию на август 2023 года на MicroWiki имеется более 210 000 страниц. Польский автор Мачей Грженкович описал MicroWiki как «Википедию, посвященную микронациям», а The Independent отметила, что энциклопедия является исчерпывающим ресурсом, в котором несколько статей о микронациях длиннее статей о реальных странах в Википедии.
MicroWiki использует лицензию Creative Commons Attribution ShareAlike для своего контента. Статьи могут охватывать отдельного человека, микрогосударство, правительственные департаменты или другие темы, связанные с микронациями. На сайте есть форумы для обсуждения вопросов, связанных с микрогосударствами, в приложении для обмена сообщениями Discord.
Хейворд и Хамис утверждали в академическом журнале для Shima, что многие из микрогосударств, представленных в вики, на самом деле были виртуальными образованиями, которые существовали почти исключительно в виде списков в энциклопедии. Они утверждали, что некоторые пользователи рассматривали веб-сайт как «игровой фэнтези-сервис», где «игроки» могли взаимодействовать с другими «виртуальными микрогосударствами», отмечая при этом, что это не является целью MicroWiki, пропагандируемой его администрацией. В книге «Микронации и поиск суверенитета», изданной Cambridge University Press, MicroWiki несколько раз упоминается как онлайн-сообщество для онлайн-микронаций.

## История русской Микропедии
Русская версия Микропедии была основана в 2013 году Георгием Волковым на хостинге Fandom (ранее Wikia). Изначально она не была на серверах MicroWiki, но 8 августа 2022 года переехала с Fandom на офицальные сервера MicroWiki.